# José Yusty Bastarreche
José Yusty Bastarreche (Madrid, 1953) es un magistrado español.

## Biografía
Nacido en 1953 en Madrid, es hijo del almirante franquista gallego José Yusty Pita y nieto del también almirante franquista Francisco Bastarreche Díez de Bulnes, uno de los máximos responsables de la masacre de la carretera Málaga-Almería en 1937, durante la guerra civil española.
Magistrado titular del Juzgado de lo contencioso-administrativo n.º 3 de Madrid desde 1998, también ejerce como profesor de derecho administrativo en la Universidad Autónoma de Madrid (UAM).
De tendencia ultraconservadora, Yusty, que ha mostrado contrario a la Ley de Memoria Histórica, mostró su apoyo al Manifiesto «Libres e Iguales» de 2014, y ordenó en septiembre de 2017 la suspensión de un acto de la plataforma «Madrileños por el derecho a decidir» a favor del 1-O.
En febrero de 2019 suspendió cautelarmente el traslado de los restos del dictador Francisco Franco de Valle de los Caídos. Se valió para ello de un informe elaborado por el arquitecto Enrique Oporto Rey. El traslado se realizó finalmente el 24 de octubre de 2019, después de que el juez Yusty archivara el recurso que paralizaba la exhumación.

## Familia
Linaje de José Yusty Bastarreche
|  |  |  |  |                             |                             |                                                  |                                                  |                                                  |                                                  |                                                  |                                                  |                                         |                                         |                                         |                                         |                                         |                                         |                             |                             |                             |                             |                             |                             |  |  |                                        |                                        |                                        |                                        |                                        |                                        |  |  |                                       |                                       |                                       |                                       |                                       |                                       |  |  |  |  |
|  |  |  |  |                             |                             |                                                  |                                                  |                                                  |                                                  |                                                  |                                                  |                                         |                                         |                                         |                                         |                                         |                                         |                             |                             |                             |                             |                             |                             |  |  |                                        |                                        |                                        |                                        |                                        |                                        |  |  |                                       |                                       |                                       |                                       |                                       |                                       |  |  |  |  |
|  |  |  |  |                             |                             | Francisco Bastarreche Díez de Bulnes (1882-1962) | Francisco Bastarreche Díez de Bulnes (1882-1962) | Francisco Bastarreche Díez de Bulnes (1882-1962) | Francisco Bastarreche Díez de Bulnes (1882-1962) | Francisco Bastarreche Díez de Bulnes (1882-1962) | Francisco Bastarreche Díez de Bulnes (1882-1962) |                                         |                                         |                                         |                                         |                                         |                                         | Concepción Moreno Fernández | Concepción Moreno Fernández | Concepción Moreno Fernández | Concepción Moreno Fernández | Concepción Moreno Fernández | Concepción Moreno Fernández |  |  | Francisco Moreno Fernández (1883-1945) | Francisco Moreno Fernández (1883-1945) | Francisco Moreno Fernández (1883-1945) | Francisco Moreno Fernández (1883-1945) | Francisco Moreno Fernández (1883-1945) | Francisco Moreno Fernández (1883-1945) |  |  | Salvador Moreno Fernández (1886-1966) | Salvador Moreno Fernández (1886-1966) | Salvador Moreno Fernández (1886-1966) | Salvador Moreno Fernández (1886-1966) | Salvador Moreno Fernández (1886-1966) | Salvador Moreno Fernández (1886-1966) |  |  |  |  |
|  |  |  |  |                             |                             | Francisco Bastarreche Díez de Bulnes (1882-1962) | Francisco Bastarreche Díez de Bulnes (1882-1962) | Francisco Bastarreche Díez de Bulnes (1882-1962) | Francisco Bastarreche Díez de Bulnes (1882-1962) | Francisco Bastarreche Díez de Bulnes (1882-1962) | Francisco Bastarreche Díez de Bulnes (1882-1962) |                                         |                                         |                                         |                                         |                                         |                                         | Concepción Moreno Fernández | Concepción Moreno Fernández | Concepción Moreno Fernández | Concepción Moreno Fernández | Concepción Moreno Fernández | Concepción Moreno Fernández |  |  | Francisco Moreno Fernández (1883-1945) | Francisco Moreno Fernández (1883-1945) | Francisco Moreno Fernández (1883-1945) | Francisco Moreno Fernández (1883-1945) | Francisco Moreno Fernández (1883-1945) | Francisco Moreno Fernández (1883-1945) |  |  | Salvador Moreno Fernández (1886-1966) | Salvador Moreno Fernández (1886-1966) | Salvador Moreno Fernández (1886-1966) | Salvador Moreno Fernández (1886-1966) | Salvador Moreno Fernández (1886-1966) | Salvador Moreno Fernández (1886-1966) |  |  |  |  |
|  |  |  |  |                             |                             |                                                  |                                                  |                                                  |                                                  |                                                  |                                                  |                                         |                                         |                                         |                                         |                                         |                                         |                             |                             |                             |                             |                             |                             |  |  |                                        |                                        |                                        |                                        |                                        |                                        |  |  |                                       |                                       |                                       |                                       |                                       |                                       |  |  |  |  |
|  |  |  |  | José Yusty Pita (1909-1996) | José Yusty Pita (1909-1996) | José Yusty Pita (1909-1996)                      | José Yusty Pita (1909-1996)                      | José Yusty Pita (1909-1996)                      | José Yusty Pita (1909-1996)                      |                                                  |                                                  | Concepción Bastarreche Moreno (m. 2000) | Concepción Bastarreche Moreno (m. 2000) | Concepción Bastarreche Moreno (m. 2000) | Concepción Bastarreche Moreno (m. 2000) | Concepción Bastarreche Moreno (m. 2000) | Concepción Bastarreche Moreno (m. 2000) |                             |                             |                             |                             |                             |                             |  |  |                                        |                                        |                                        |                                        |                                        |                                        |  |  |                                       |                                       |                                       |                                       |                                       |                                       |  |  |  |  |
|  |  |  |  | José Yusty Pita (1909-1996) | José Yusty Pita (1909-1996) | José Yusty Pita (1909-1996)                      | José Yusty Pita (1909-1996)                      | José Yusty Pita (1909-1996)                      | José Yusty Pita (1909-1996)                      |                                                  |                                                  | Concepción Bastarreche Moreno (m. 2000) | Concepción Bastarreche Moreno (m. 2000) | Concepción Bastarreche Moreno (m. 2000) | Concepción Bastarreche Moreno (m. 2000) | Concepción Bastarreche Moreno (m. 2000) | Concepción Bastarreche Moreno (m. 2000) |                             |                             |                             |                             |                             |                             |  |  |                                        |                                        |                                        |                                        |                                        |                                        |  |  |                                       |                                       |                                       |                                       |                                       |                                       |  |  |  |  |
|  |  |  |  |                             |                             |                                                  |                                                  |                                                  |                                                  |                                                  |                                                  |                                         |                                         |                                         |                                         |                                         |                                         |                             |                             |                             |                             |                             |                             |  |  |                                        |                                        |                                        |                                        |                                        |                                        |  |  |                                       |                                       |                                       |                                       |                                       |                                       |  |  |  |  |
|  |  |  |  |                             |                             |                                                  |                                                  | José Yusty Bastarreche (n. 1953)                 |                                                  |                                                  |                                                  |                                         |                                         |                                         |                                         |                                         |                                         |                             |                             |                             |                             |                             |                             |  |  |                                        |                                        |                                        |                                        |                                        |                                        |  |  |                                       |                                       |                                       |                                       |                                       |                                       |  |  |  |  |